# Papyrus 26
Papyrus 26 (nach Gregory-Aland mit Sigel {\displaystyle {\mathfrak {P}}}26 bezeichnet) ist eine frühe griechische Abschrift des Neuen Testaments. Dieses Papyrusmanuskript des Römerbriefes enthält nur die Verse 1,1–16. Mittels Paläographie wurde es auf das späte 6. oder frühe 7. Jahrhundert datiert.
Der griechische Text des Kodex repräsentiert den Alexandrinischen Texttyp. Kurt Aland ordnete ihn in Kategorie I ein.
Zurzeit wird er in der Southern Methodist University in Dallas (Texas) aufbewahrt.